# Ministop

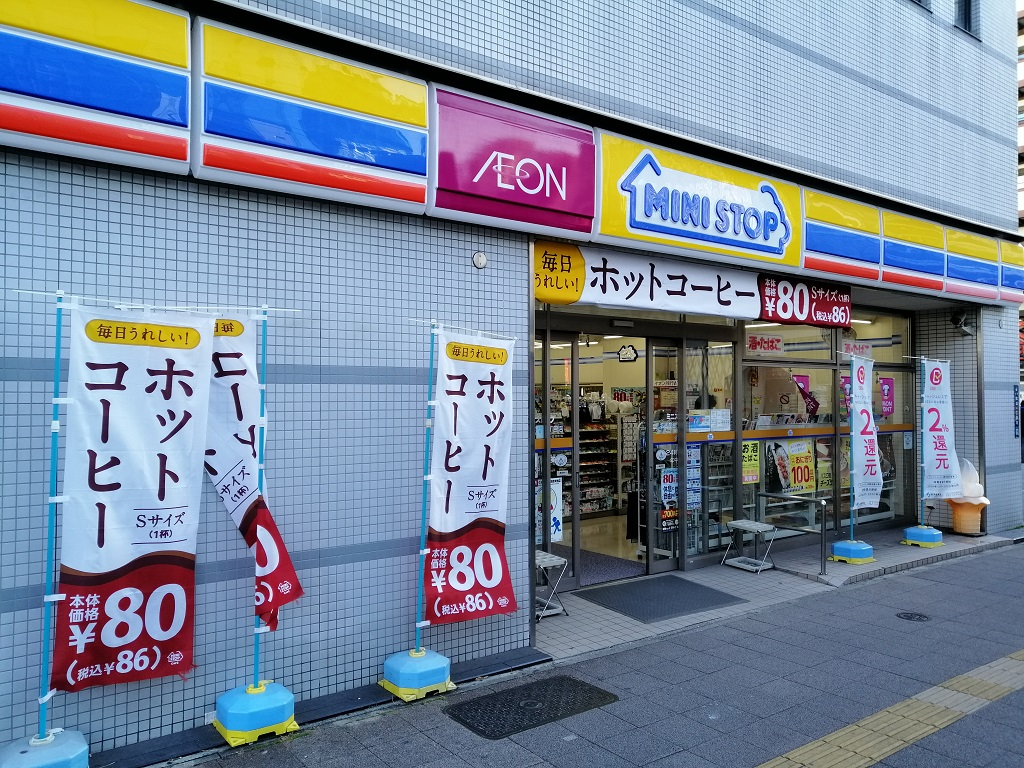
Ministop位於名古屋市金山 (名古屋市)的門市

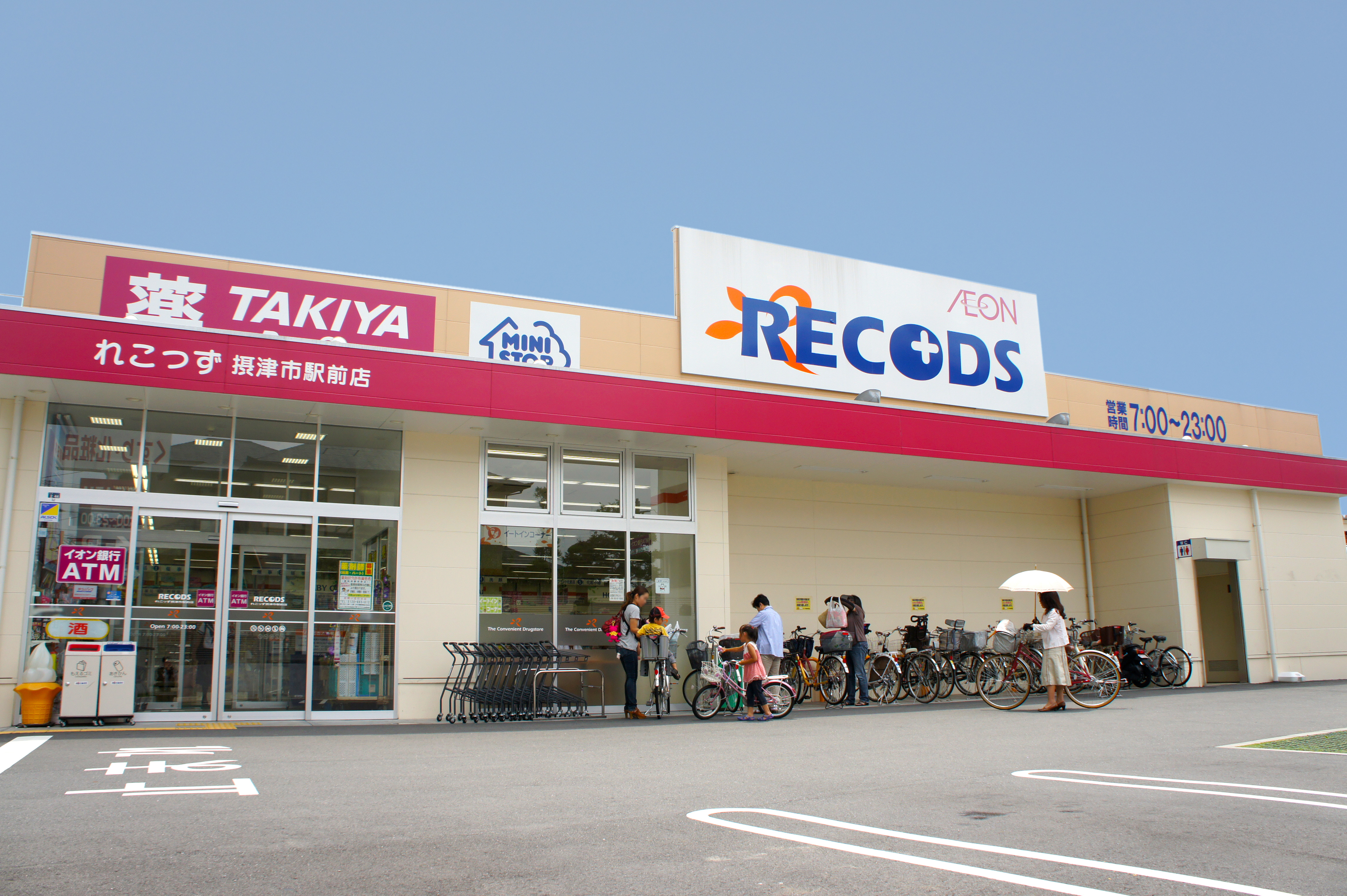
Ministop旗下的「RECODS」（れこっず）複合式門市

Ministop（日语： mini sutoppu */?，中文：迷你岛）是日本永旺集團旗下的連鎖便利商店。

## 历史
成立於1980年。首家店鋪是在神奈川縣横濱市港北區的大倉山店（現已閉店）。截至2019年2月，共有5,450家店鋪（日本國內2,197店、海外3253店），是日本第4大便利商店品牌。其特色是在店內設有飲食區，可供顧客在購買完快餐之後當場在店內享用。
截至2023年12月底，Ministop在日本共开设1,856间门店，在越南共开设164间门店。

## 已撤出市场
Ministop曾在韓國、菲律賓与中國设有海外业务，上述市场均已撤出。
其中，韩国业务于2022年被售予乐天集团，同时并入韩国7-Eleven系统，菲律賓业务于2022年2月被售予罗宾森零售并更名为约翰舅舅便利店。
Ministop则在中国先后以自营及品牌授权模式运营便利店。其中，2009年-2021年期间Ministop在中國青岛以Ministop和中文名“迷你岛”品牌开设直营便利店（由ÆON旗下的青岛迷你岛便利店有限公司运营），但青岛迷你岛于2021年9月6日被宣布解散，店铺也于同年10月15日前结束营业，撤出青岛市场。而在大连市，Ministop与大连三寰集团“会有便利”合作，以品牌授权模式将会有便利部分门店更名为“Ministop会有便利”品牌运营，但该合作于2023年终止，會友便利亦於2023年將原店铺招牌中「ministop」部分逐步更名為「anyway」。

## 外部連結
- 日本官方網站 （页面存档备份，存于） （日語）
- ミニストップ公式アカウント的X（前Twitter）
- ミニストップ(MINISTOP)的Facebook專頁
- Ministop的Instagram帳戶
- YouTube上的ミニストップTV頻道